# Material Template Library
Le format MTL (Material Template Library, ou Material Library file) est un standard défini par Wavefront Technologies en complément du format OBJ. Le fichier .mtl, est un fichier au format ASCII (texte) qui contient la définition d'un ou de plusieurs matériaux d'un objet 3D. Chacune de ses définitions incluent la coloration, la texture et les paramètres de réflexion optique de chacun de ces matériaux.
Bien que toujours utilisé, le format MTL est obsolète au regard des technologies actuelles telles que les specular maps, parallax maps, etc., qu'il ne supporte pas, ou peu.

## Organisation
Voici l'organisation typique d'un fichier bibliothèque de matériaux :
```
newmtl my_red
Material color
& illumination
statements

texture map
statements

reflection map
statement

newmtl my_blue
Material color
& illumination
statements

texture map
statements

reflection map
statement

newmtl my_green
Material color
& illumination
statements

texture map
statements

reflection map
statement
```

## Description du format avec exemple
```
# Blender MTL File: 'None'

# Material Count: 2

newmtl Material

Ns 96.078431

Ka 1.000000 1.000000 1.000000

Kd 0.640000 0.640000 0.640000

Ks 0.500000 0.500000 0.500000

Ke 0.000000 0.000000 0.000000

Ni 1.000000

d 1.000000

illum 2

newmtl Material.001

Ns 96.078431

Ka 1.000000 1.000000 1.000000

Kd 0.640000 0.640000 0.640000

Ks 0.500000 0.500000 0.500000

Ke 0.000000 0.000000 0.000000

Ni 1.000000

d 1.000000

illum 2

map_Kd  icon.png

```

- Le "#" spécifie une ligne de commentaires
- "newmtl" indique le début d'un nouveau matériel
- "Ka" nous donne la couleur ambiante (la couleur de l'objet sans lumière directe), RVB entre 0 (Min) et 1 (Max)
- "Kd" est utilisé pour la couleur diffuse (la couleur de l'objet sous lumière blanche)
- "Ks" pour la couleur spéculaire (specular)
- "Ke" pour la couleur émissive (emissive)
- "Ni" pour la densité optique
- "Ns" pour le specular exponent entre 0 et 100
- "d" pour la transparence entre 0 et 1 (aucune transparence)
- "illum" pour les paramètres de lumières
- "map_kd" (ks, ka) pour la texture utilisé diffuse (specular, ambiante)
- Plusieurs autres diminutifs sont utilisés. pour une liste complète voir: https://www.fileformat.info/format/material/index.htm